# Carl Johan Albert Sandströmer
Carl Johan Albert Sandströmer, född 27 december 1832 död 27 juni 1869, var en svensk ämbetsman, diplomat och hovman.

## Biografi
Carl Johan Albert Sandströmer blev student vid Uppsala universitet 1850 och avlade kansliexamen 1851. Han arbetade en tid vid Finansdepartementet där hans far Anders Peter Sandströmer hade varit departementschef. Han arbetade därefter en tid vid UD och kombinerade sin UD-karriär med tjänstgöring vid hovet. Han blev bland annat legationssekreterare i Berlin 1857 samt gjorde en plikttrogen karriär och krönte sin bana med att bli chef för UD:s politiska avdelning 1861. Han var även vice ceremonimästare från 1858 till 1860.
Han blev sekreterare hos hertigen av Östergötland 1864 och blev därefter samma år kabinettssekreterare vid UD. Han utsågs till sändebud till London 1866. 1868 blev han utsedd till sändebud till det nordtyska förbundet. 
Han gifte sig 1858 med Clara Gustava Säve (1838–1903).

## Bilder

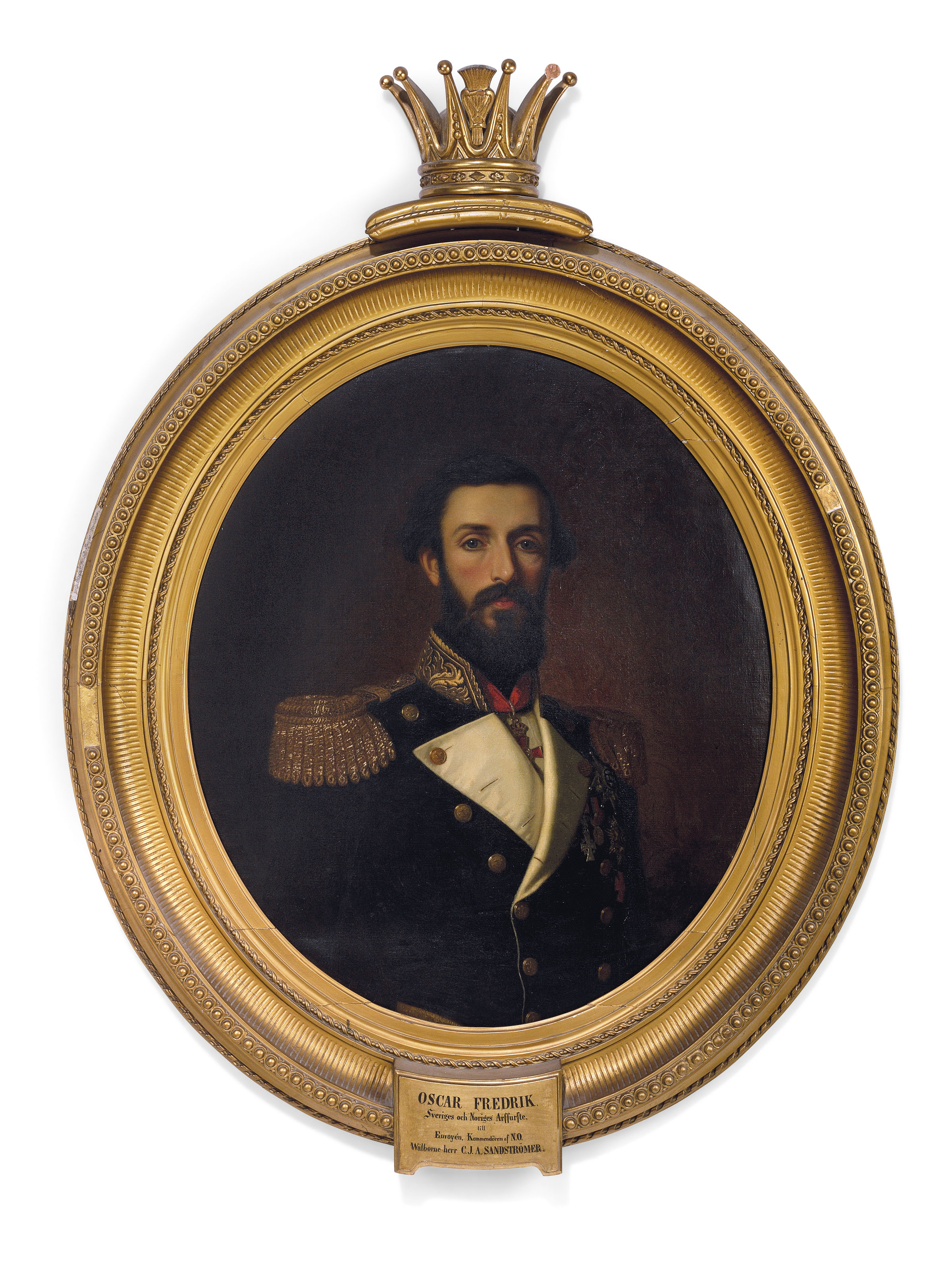
Målning som kronprins Oscar Fredrik (sedermera kung Oscar II) skänkte till Sandströmer ca 1865.
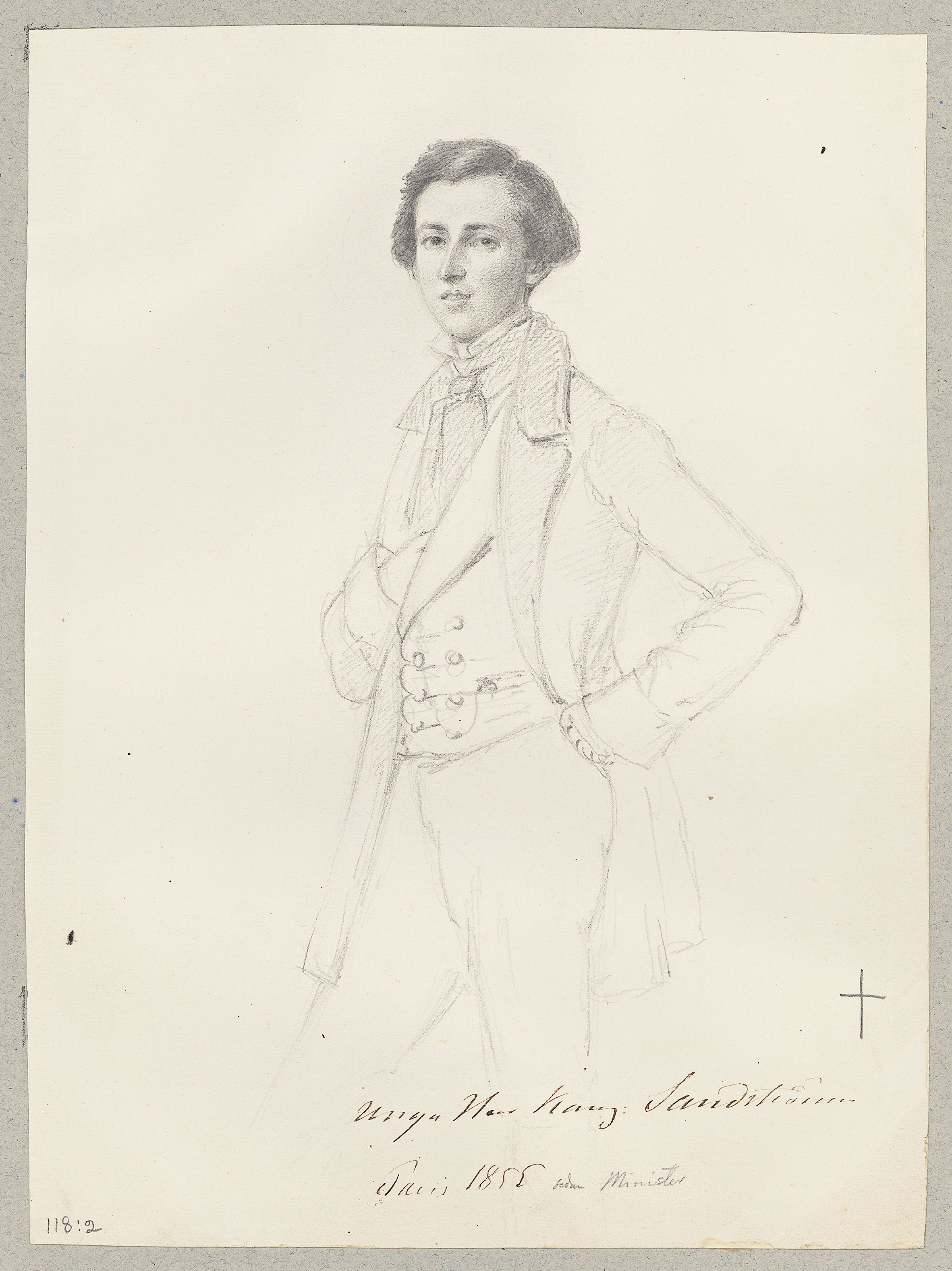
Carl Johan Albert Sandströmer 1855

## Utmärkelser

### Svenska utmärkelser
- Kommendör med stora korset av Nordstjärneorden, 26 november 1865.

### Utländska utmärkelser
- Storkors Danska Dannebrogorden, 28 juli 1868.